# آمدئو وارس

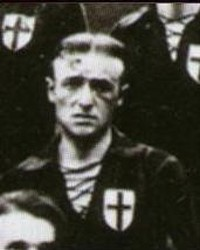
آمدئو وارس

آمدئو وارس (به ایتالیایی: Amedeo Varese) بازیکن فوتبال و اهل ایتالیا است که از سال ۱۹۱۳ میلادی عضو تیم ملی فوتبال ایتالیا بوده و در ۵ بازی ملی حضور داشته‌است. او در بازی‌های ملی‌اش گلی به ثمر نرساند.
آمدئو وارس آخرین بازی ملی خود را در سال ۱۹۱۴ میلادی انجام داد.